# Ulrich Vogl
Ulrich Vogl (* 1973 in Kaufbeuren) ist ein deutscher Bildhauer, Installations- und Objektkünstler. Er lebt in Berlin. In seinen Werken setzt er natürliche Phänomene, wie Wasser, Wind, Luft, Licht und Schatten ein.

## Leben
Ulrich Vogl, aufgewachsen in Kaufbeuren im Allgäu, kam als 16-jähriger Stipendiat des Parlamentarischen Patenschafts-Programms nach Chicago, wo er erste Kurse an der School of the Art Institute of Chicago belegte. Nach Abitur und Stationen in Montpellier und Konstanz studierte er an der Akademie der Bildenden Künste München (1996–1999) bei Horst Sauerbruch und an der Universität der Künste Berlin (1999–2002) bei Dieter Appelt. Von 2003 bis 2004 war er DAAD-Stipendiat im Masterprogramm der School of Visual Arts (SVA) in New York. Seine Lehrer in der New Yorker Zeit waren Jerry Saltz, Thomas Lanigan-Schmidt, Polly Apfelbaum und Johan Grimonprez.
Ulrich Vogl lebt und arbeitet in Berlin, unterbrochen durch längere Aufenthalte als Artist-in-Residence-, u. a. an der Viafarini in Mailand, dem Irish Museum of Modern Art in Dublin, Artport Tel Aviv und der Cite des Arts in Paris.

## Werk
Aus der großformatigen Zeichnung entwickelte sich Ulrich Vogls Arbeit über den Animationsfilm und filmischen Installationen hin zur Objektkunst und Bildhauerei. Seine Arbeitsweise zeichnet sich durch einen spielerischen, experimentellen und konzeptionellen Prozess aus, an dessen Ende ein auf das Wesentliche reduziertes Werk steht, während das spielerische Making-of sichtbarer Teil der Arbeit bleibt. Ausgangspunkt vieler Arbeiten sind Orte, Stimmungen und Alltagsgegenstände. Objekte und Orte werden von ihrer vermeintlich stabilen und inhärenten Bedeutung befreit, Stimmungen gut sichtbar künstlich erzeugt. Die Betrachter sähen sich ständig wechselnden Positionen ausgesetzt – zwischen Vertrautem und Fremdem, Sinnvollem und Absurdem, Betrachten und betrachtet-werden und erzeugten dadurch Ambiguität und Offenheit.
Mit seinen mimetischen Konzeptionen erschafft Vogl Illusionsräume, mit denen er gegen eine Entzauberung der Welt arbeitet und den Bereich des Magischen öffnet. Er spielt dabei mit den Mitteln der Irritation, setzt auf aus der Zeit gefallene Mechanismen und Apparaturen oder auf sehr einfache Materialien und durchschaubare Funktionszusammenhänge. Neben der Verwendung natürlicher Phänomene, sind dies die immer wiederkehrenden Elemente, die die Arbeitsweise des Künstlers grundlegend prägen. In seinen mimetischen Konzepten spielt er mit den Mitteln der Irritation, mit Widersprüchen, Diskontinuitäten und Störungen, dem Rätselhaften und mit der Suggestion von Ähnlichkeiten.
So wird eine Reihe von Diaprojektoren zur Skyline inklusive funkelndem gegenüberliegendem Ufer (O.T.), drehende Hamsterräder und einer Armee aus Spotlights zum Inneren einer Filmmaschine (Newsroom), ein mit Filzstift bemalter und mit Wolle gestopfter Hirschkopf zum Opa (Opa), eine an Besenstielen hängende Ansammlung von ewigen Lichtern aus Moscheen, Synagogen und Kirchen zum Kreise ziehenden Nachthimmel in dem konfliktbeladenen Aufeinandertreffen von Kulturen und Weltreligionen (Do you remember the night when it all seemed so easy) und eine schräg über ein Kaufhausdach ragende Straßenlaterne mit Kugelkopf der 1970er Jahre zum Mond (Mond).
Ulrich Vogls Arbeiten wurden in über 35 Einzelausstellungen und zahlreichen Gruppenausstellungen international gezeigt.

## Kunst im öffentlichen Raum
- 2023: Kissing Stone, Treptower Park, Berlin[5]
- 2023: Käscher, Museum Lindwurm, Stein am Rhein
- 2021: Mast des Brauchtums, Ostkreuz Berlin[6]
- 2016/2017: Das Rheinrad, Rheintorturm Konstanz[7]
- 2014: Wolkenhaus, Kaufbeuren
- 2014: Mond, ehemals Fußgängerzone Konstanz, heute Neuwerk Konstanz
- 2013: House of Clouds, Stavanger

## Auszeichnung / Stipendien
- 2023: Arbeitsstipendium Stiftung Kunstfonds, Bonn
- 2022: Aufenthaltsstipendium der Artist in Residence Chretzeturm
- 2020: Cité des Arts Paris, Senatsstipendium Berlin
- 2019: Förderung Einzelkatalog Stiftung Kunstfonds Bonn
- 2014: Jahresstipendium, Stiftung Kunstfonds Bonn
- 2012–2011: EHF-Jahresstipendium der Konrad-Adenauer-Stiftung Berlin
- 2012: Artport Residency, Tel Aviv
- 2010: ZVAB-PHÖNIX Kunstpreis
- 2008: Artists’ Residency Program, Irish Museum of Modern Art Dublin
- 2008: Viafarini-in-Residence, Fondazione Viafarini Mailand / Milan
- 2004–2003: DAAD-Jahresstipendium, New York City
- 2003–2002: NaFöG Jahresstipendium des Landes Berlin
- 2003: Kunstförderpreis Kaufbeuren
- 1999: AgriExpoCultura-Preis1997 Jubiläumsstipendium der Stadt München

## Einzelkataloge
- Sina Ness, Helga Sandl, Valeria Schulte-Fischedick, Christoph Tannert: Cutting the Sky with Scissors. Hatje Cantz Verlag, Berlin 2021, ISBN 978-3-7757-5177-3.
- Julia Trolp: watching the stars. KraskaEckstein Verlag, Bremen 2009.
- Aidan Dunne, Julia Trolp: Erweiterung der Zeichnung / Extension of Drawing. KraskaEckstein Verlag, Bremen 2007.